# Joachim a Burck
Joachim a Burck (* 1546 in Burg; † 24. Mai 1610 in Mühlhausen; auch: Joachim von Burgk, eigentlich Joachim Moller) war ein deutscher Komponist.

## Leben
Burck erhielt seine musikalische Ausbildung vermutlich in Magdeburg. Er immatrikulierte sich am 11. April 1561 an der Universität Wittenberg und wurde 1563 Kantor an der Lateinschule und 1566 Organist an der Kirche Divi Blasii in Mühlhausen. In der freien Reichsstadt begründete er die bedeutende Musikkultur, die mit den Namen Johann Rudolph Ahle, Johann Eccard, Johann Georg Ahle und Johann Sebastian Bach verknüpft ist. Daneben war er als Geschichtsschreiber und öffentlicher Notar tätig. 1583 wird er zum Senator ernannt und nach seinem Tode wurde aufgrund des Beschlusses des Rates sein Gesamtwerk veröffentlicht. In seiner Geburtsstadt Burg ist eine Straße nach ihm benannt (mit der Schreibweise Joachim-a-Burgk).

## Werk
Burck gilt als der Wegbereiter der evangelischen Kirchenmusik des 17. Jahrhunderts. Neben lateinischen Kompositionen wie Motetten, Oden, Offizien, Hymnen und einer Passion sind hier vor allem seine deutschsprachigen Werke zu nennen: eine Johannespassion, in der erstmals der deutsche Passionstext mehrstimmig durchkomponiert wurde, eine Passion auf eine Evangelienharmonie sowie Dreyssig Geistliche Lieder auff die Fest durchs Jahr und Deutsche christliche Liedlein. Johann Sebastian Bach benutzte seinen Choral Es steh'n vor Gottes Throne in BWV 309.